# Патрушев, Степан Хрисанфович
Степа́н Хриса́нфович Па́трушев (18 декабря 1899, Шукшиер, Уржумский уезд, Вятская губерния, Российская империя — 22 августа 1970, Шукшиер, Сернурский район, Марийская АССР, РСФСР, СССР) — марийский советский педагог. Директор Сернурской школы (1946—1948), Дубниковской школы Сернурского района Марийской АССР (1938—1942, 1948—1964). Один из первых педагогов, удостоенных почётного звания «Заслуженный учитель школы Марийской АССР» (1941). Член ВКП(б) с 1939 года.

## Биография
Родился 18 декабря 1899 года в дер. Шукшиер ныне Сернурского района Марий Эл в семье крестьян-середняков. В 1912 году окончил Сернурское земское училище.
В 1919 году был призван в РККА, прослужил до 1920 года. До 1930 года работал земледельцем, милиционером, председателем сельсовета, был крестьянином-единоличником.
В 1930 году окончил педагогические курсы при техникуме, в 1936 году — заочно Сернурское педагогическое училище. С 1930 года на педагогической работе: учитель, в 1938—1942 и 1948—1964 годах — директор Дубниковской школы Сернурского района Марийской АССР. В 1946–1948 годах был директором школы в п. Сернур. Затем был заведующим РОНО, заведующим отделом Сернурского райкома ВКП(б) / КПСС. В 1939 году принят в ВКП(б). В 1951 году окончил Марийский педагогический институт имени Н. К. Крупской.
За долголетнюю и безупречную работу в школах Марийской республики был награждён медалями, в том числе медалью «За трудовое отличие», а также дважды — Почётной грамотой Президиума Верховного Совета Марийской АССР. В 1941 году ему, одному из первых, было присвоено почётное звание «Заслуженный учитель школы Марийской АССР».
Скончался 22 августа 1970 года на родине, похоронен там же.

## Признание
- Заслуженный учитель школы Марийской АССР (1941)[2][3][4]
- Медаль «За трудовое отличие» (1967) — с связи с 50-летием советской власти[2][3][4]
- Медаль «За доблестный труд. В ознаменование 100-летия со дня рождения Владимира Ильича Ленина»[2][3][4]
- Почётная грамота Президиума Верховного Совета Марийской АССР (1951, 1959)[2][3][4]

## Память
8 июля 2023 года на родине педагога С. Х. Патрушева в дер. Шукшиер Сернурского района Марий Эл состоялось открытие памятного камня. 